# Bois de Bel-Air (Charente)
Le bois de Bel-Air est un vaste massif forestier de la Charente, en France, située dans le nord-est du département.

## Géographie
Le Bois de Bel-Air est une forêt située à 30 km au nord-est d'Angoulême et à 10 km au nord-ouest de Chasseneuil-sur-Bonnieure. Elle est à la limite des anciens canton de Mansle au nord et de celui de Saint-Claud au sud.
Sur sa lisière sud-est, elle est séparée de la forêt de Chasseneuil par le vallon du Marais, ou ruisseau de Marillac, affluent de la Bonnieure qui passe au bourg de Saint-Mary.
La forêt se partage principalement entre les communes de Saint-Mary au sud, Cellefrouin (Chavagnac) au nord-est, La Tâche au nord-ouest, et une petite partie à l'est sur le territoire de la commune de Chasseneuil-sur-Bonnieure (chez Burgaud).
Elle occupe un vaste plateau bombé limité au sud par la vallée de la Bonnieure et au nord par la vallée du Son, qui se jettent directement ou indirectement dans la Charente à l'ouest vers Mansle.
Elle est coupée par de petites routes départementales : la D.36 nord-sud de Saint-Mary à Cellefrouin, la D.175 de Saint-Claud au Pont d'Agris, et la D.187 et D.185 est-ouest de Chasseneuil à La Tâche.

## Histoire
La limite cantonale passe au sommet de la forêt. Dirigée est-ouest, elle occupe le tracé d'une ancienne voie romaine, embranchement de la voie d'Agrippa de Saintes à Lyon et allant de Chasseneuil, Mansle et Aulnay. Elle passait légèrement au sud du bourg de La Tâche par la Soudière. Une autre voie romaine, perpendiculaire, celle d'Angoulême à Bourges, effleure la forêt à l'ouest et passe par le bourg de La Tâche,.

## Géologie
Cette forêt occupe un vaste plateau calcaire jurassique, rebord du Bassin aquitain, recouvert d'argile à galets d'origine détritique de l'époque tertiaire en provenance du Massif central situé à moins d'une dizaine de kilomètres à l'est.
En bordure du karst de La Rochefoucauld, la forêt compte quelques dolines ou fosses, localisées principalement au sud et à l'est : Fosse longue, Fosse de la Terrière, Fosse de Gâte-Bourse, Fosse des Bâtards, Fosse des Pradeaux.

## Végétation
Principalement des feuillus : châtaigniers, chênes, hêtres.

## Nature
La forêt fait partie d'un ensemble de 5 537 ha comprenant aussi la forêt de Quatre Vaux et la vallée de la Bonnieure, classé en zone naturelle d'intérêt écologique, faunistique et floristique (ZNIEFF) type 2,.

## Lieux
- Les logis de Bel-Air : au cœur de la forêt et à son sommet, au carrefour de la D.175 et D.185, cette maison forestière possédait une éolienne qui était un point géodésique visible de loin, détruite récemment[7].
- La pierre de Robinaud[Où ?], encore visible en 1948[8] (légende de Robineau de Gajoubert)[9].